# Forest Park (Ohio)
Forest Park is een plaats (city) in de Amerikaanse staat Ohio, en valt bestuurlijk gezien onder Hamilton County.

## Demografie
Bij de volkstelling in 2000 werd het aantal inwoners vastgesteld op 19.463.
In 2006 is het aantal inwoners door het United States Census Bureau geschat op 17.700, een daling van 1763 (-9,1%).

## Geografie
Volgens het United States Census Bureau beslaat de plaats een oppervlakte van
16,9 km², geheel bestaande uit land.

## Plaatsen in de nabije omgeving
De onderstaande figuur toont nabijgelegen plaatsen in een straal van 8 km rond Forest Park.